# Brandergraben (Laubenzedeler Mühlbach)
Der Brandergraben ist ein linker und östlicher Zufluss des Laubenzedeler Mühlbachs im mittelfränkischen Landkreis Weißenburg-Gunzenhausen.

## Verlauf
Der Brandergraben entspringt im Fränkischen Seenland am südwestlichen Rand des Spalter Hügellandes nördlich des Gräfensteinberger Waldes im namengebenden Ort Brand auf einer Höhe von 455 m ü. NHN. Er fließt beständig in südwestliche Richtung, größtenteils durch eine Offenlandschaft, wobei er abschnittsweise entlang eines Waldrands fließt. Der Brandergraben hat keine nennenswerten Zuflüsse und durchfließt keine weiteren Orte. Er mündet nach einem Lauf von rund 1,2 Kilometern auf einer Höhe von 427 m ü. NHN von links in den vom Laubenzedeler Mühlbach durchflossenen Eichenberger Weiher.